# Lepidothyris hinkeli
Lepidothyris hinkeli là một loài thằn lằn trong họ Scincidae. Loài này được Wagner, Böhme, Pauwels & Schmitz mô tả khoa học đầu tiên năm 2009.